# Гута-Боровенская
Гу́та-Борове́нская (укр. Гута-Боровенська) — село в Камень-Каширской городской общине Камень-Каширского района Волынской области Украины.
Население по переписи 2001 года составляет 967 человек. Почтовый индекс — 44553. Телефонный код — 3357. Занимает площадь 3,801 км².